# VitkAc
VitkAc is een luxe warenhuis in Warschau (Polen) aan de ulica Bracka 9. Het werd geopend op 19 november 2011. VitkAc is eigendom van de familie Likus.
Het warenhuis telt 6 verdiepingen en heeft een oppervlakte van circa 12.000 m². Het verkoopt exclusieve mode, veelal via het shop-in-shop-concept, van grote modehuizen als Gucci, Yves Saint Laurent en Louis Vuitton. Voor veel merken was het de eerste winkel in Polen. Het biedt ook meubels van voornamelijk Italiaanse merken. Op de bovenste verdieping bevindt zich een restaurant, waar men over Warschau uitkijkt. Daarnaast is er ook nog een bar, wijnhandel en delicatessenshop.
Het golvende pand is een ontwerp van de architecten van de Stefan Kurylowicz group. Het bestaat voornamelijk uit glas, graniet, roestvast staal en beton.
In 2020 wordt ook een filiaal van het warenhuis geopend in Krakau.